# Cophyla cowanii
Cophyla cowanii es una especie de anfibio anuro de la familia Microhylidae. Es endémica de Madagascar.